# Pedicia (Pedicia) gifuensis gifuensis
Pedicia (Pedicia) gifuensis gifuensis is een ondersoort van de tweevleugelige Pedicia (Pedicia) gifuensis uit de familie Pediciidae. De ondersoort komt voor in het Palearctisch gebied.